# Burg Limburg (Schwäbische Alb)

Grundriss der Grabungsergebnisse 1913/14.
1 Südturm
2 Nordturm
3 Abschnittsgraben
4 Umfassungsmauer
5 Hauptzugang
6 Höhenpunkt 597,8 m
7 Michaeliskapelle
8 Untere Burg
9 Brunnen
10 Zwinger
11 Fußweg nach Weilheim
12 Lindachtal
13 Richtung Weilheim
14 Verebnete Fläche
15 Vorhof
16 Hinweistafel

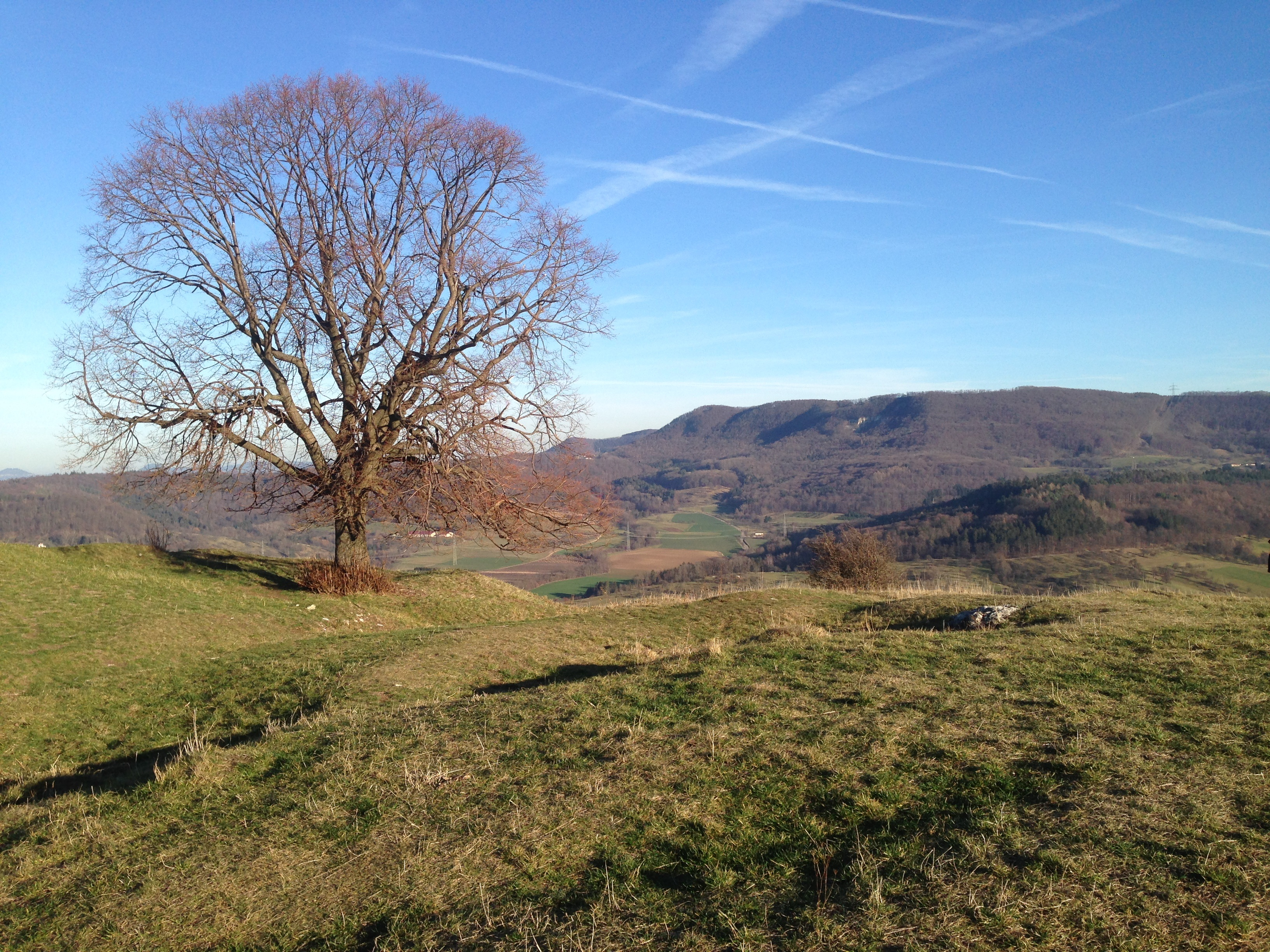
Reste des Abschnittsgrabens (Nr. 3) vom Südwesten aus gesehen

Die Limburg ist eine abgegangene Höhenburg bei der Stadt Weilheim an der Teck im Landkreis Esslingen in Baden-Württemberg.

## Lage
Der Burgstall befindet sich auf dem Gipfel des 598 Meter über Normalnull reichenden Limburg, des Hausbergs der Stadt Weilheim an der Teck, einem kegelförmigen Berg vulkanischen Ursprungs, nördlich des Albtraufs und im Vorland der mittleren Schwäbischen Alb.

## Geschichte
Die um 1050 von Graf Berthold I. mit dem Bart  erbaute Burg war eine der ältesten romanischen Hochadelsburgen und wurde erstmals 1077 erwähnt. Sie gilt als seine Stammburg, in der er auch 1078 starb. Um 1100 baute sein Sohn Berthold II. in Zähringen bei Freiburg eine neue Burg, Burg Zähringen, und verlegte den Stammsitz dorthin. Er nannte sich nun nicht mehr „Graf von Lintburg“/„Markgraf von Lintburg“, sondern „Herzog von Zähringen“. 
Die Limburg wurde vermutlich im Investiturstreit zerstört, wiederaufgebaut und von Vasallen der Zähringer aus dem niederen Weilheimer Adel bewohnt. Um 1130 wurde sie vermutlich aufs Neue zerstört und noch einmal wiederaufgebaut. Erst 1150, als die Zähringer die stärkere Burg Teck bauten, verlor sie ihre Bedeutung und fiel gemeinsam mit der Burg Teck an Adalbert, den Begründer der Herzöge von Teck. Sie wurde aufgegeben und nach ihrem Verfall wurde im 15. Jahrhundert auf dem Gipfelplateau die „Michaelskapelle“ errichtet.

## Anlage
Über dem Erdboden sind keinerlei Mauerreste der Ruine mehr vorhanden, der Verlauf einiger Grundmauern ist nur noch als Erhebungen im Geländerelief sichtbar.
Die einstige Burganlage hatte eine durch einen Abschnittsgraben in einen nördlichen und südlichen Abschnitt geteilte, ovale Hauptburg. Der südliche Turm hatte mit 8 mal 8 Metern eine nahezu quadratische Grundfläche.
Die später errichtete Kapelle befand sich im nördlichen Bereich der ehemaligen Kernburg. Von ihr erhielten sich ebenfalls nur Mauerreste im Erdboden.

## Drachensage
Um die Limburg rankt sich die Sage eines gefräßigen Drachen, sie ist bekannt als „Der Drache auf der Limburg“. Danach hauste der riesige Drache in einem Felsenloch auf der Limburg und fraß auf seinen Beutezügen die Bewohner in der Umgebung auf. Von der dauernden Todesgefahr mürbe, zogen viele Menschen weit weg von der Limburg. Als der Kaiser von diesem Unglück hörte und kein Ritter bereit war, den schrecklichen Drachen zu töten, befahl er, jeden Tag per Los zwei Menschen als Opfer zu bestimmen, um den Drachen zu besänftigen. Eines Tages traf das Los die schöne Tochter des Kaisers. Und obwohl der Kaiser große Macht hatte, konnte er ihr nicht helfen und seinen vorher gegebenen Befehl aufheben. Im Land kehrte große Trauer ein. Als das Mädchen aber geopfert werden sollte, eilte ein fremder Ritter auf einem Schimmel herbei. Nach einem langen Kampf gelang es dem Ritter, mit seiner Lanze das Herz des Drachen zu treffen und diesen zu töten. Das Volk brach in Jubel aus und ehe die Menschen sich fragten, wer dieser Ritter sei, verschwand dieser in aller Stille. Nie erfuhren sie, wer dieser Ritter war; die einen sagen, es wäre der Heilige Georg gewesen, die anderen meinen, der Erzengel Michael hätte die Menschen befreit. Aus Dankbarkeit bauten die Menschen dem Ritter zu Ehren eine Kapelle auf dem Gipfel der Limburg.